# Episodi di American Playhouse (nona stagione)
La nona stagione della serie televisiva American Playhouse è stata trasmessa in anteprima negli Stati Uniti d'America tra il 24 gennaio 1990 e il 6 luglio 1990.
| nº | Titolo originale        | Titolo italiano | Prima TV USA     | Prima TV Italia |
| -- | ----------------------- | --------------- | ---------------- | --------------- |
| 1  | Sensibility and Sense   |                 | 24 gennaio 1990  |                 |
| 2  | Women & Wallace         |                 | 31 gennaio 1990  |                 |
| 3  | Zora Is My Name!        |                 | 14 febbraio 1990 |                 |
| 4  | Andre's Mother          |                 | 7 marzo 1990     |                 |
| 5  | Bloodhounds of Broadway |                 | 23 maggio 1990   |                 |
| 6  | Hyde in Hollywood       |                 | 6 luglio 1990    |                 |